# Rima Brayley

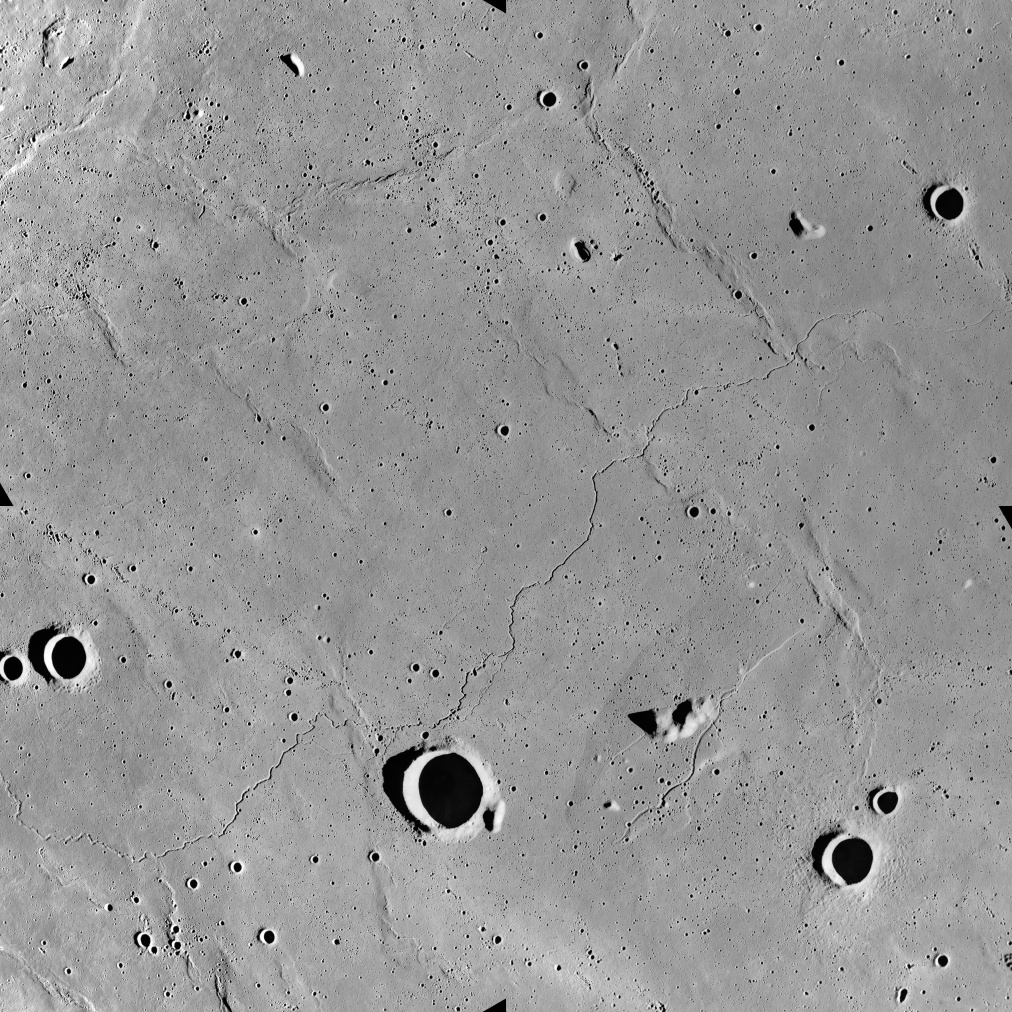
Rima Brayley

Rima Brayley – rów  na powierzchni Księżyca o długości około 311 km. Znajduje się na obszarze Oceanus Procellarum w pobliżu granicy z Mare Imbrium na współrzędnych selenograficznych ☾ 21,4°N 37,5°W/21,400000 -37,500000. Nazwa tego kanału została nadana w 1985 roku przez Międzynarodową Unię Astronomiczną i pochodzi od pobliskiego krateru Brayley.